# 想い出にさようなら
| 専門評論家によるレビュー | 専門評論家によるレビュー |
| レビュー・スコア         | レビュー・スコア         |
| 出典                     | 評価                     |
| ------------------------ | ------------------------ |
| Christgau's Record Guide | B+                       |

『想い出にさようなら』（Melissa）は、1975年にアリスタ・レコードから発売されたメリサ・マンチェスターの3枚目のアルバム。マンチェスターにとって初めての全米トップ10ヒット（最高6位）となった「ミッドナイト・ブルー」に牽引されて、ビルボードのアルバムチャートで12位に達した。2001年に再発売された。

## 収録曲
1. 「幸せの予感」"We've Got Time"（マンチェスター、キャロル・ベイヤー・セイガー）– 4:24
2. 「パーティ・ミュージック」"Party Music"（マンチェスター、デイヴィッド・ウォルファート）– 3:29
3. 「想い出にさようなら」"Just Too Many People"（マンチェスター、ヴィニ・ポンシア）– 3:38
4. 「私とスティーヴィー(スティーヴィーに捧げる詩)」"Stevie's Wonder"（マンチェスター、セイガー）– 3:35
5. 「ディス・レディ」"This Lady's Not Home Today"（マンチェスター、セイガー）– 4:33
6. 「愛のときめき）"Love Havin' You Around"（スティーヴィー・ワンダー、シリータ・ライト）– 4:40
7. 「ミッドナイト・ブルー（英語版）」"Midnight Blue"（マンチェスター、セイガー）– 3:55
8. 「素敵なめぐり逢い」"It's Gonna Be Alright"（マンチェスター、アドリエンヌ・アンダーソン（英語版））– 3:34
9. 「魅惑の瞳」"I Got Eyes"（マンチェスター）– 2:45
10. 「悲恋」"I Don't Want to Hear It Anymore"（ランディ・ニューマン）– 5:05

## 参加ミュージシャン
- メリサ・マンチェスター – リードボーカル、アコースティックピアノ（1, 4, 7, 8, 10）、エレクトリックピアノ（5, 9）、クラヴィネット（6）
- ジェームズ・ニュートン・ハワード – エレクトリックピアノ（1-4, 7）、クラヴィネット（2, 8）、ARPシンセサイザー（2, 9）、オルガン（5, 6）、アコースティックピアノ（6）、チェレスタ（9）
- デイヴィッド・ウォルファート – アコースティックギター（1, 7）、エレクトリックギター（1-7）、ギター（8）
- クッカー・ロー・プレスティ – ベース
- カーク・ブラナー – ドラムス（1-8）、パーカッション（2, 4）、クイーカ（4）、トーキングドラム（6）、バックボーカル（9）
- キング・エリソン – コンガ（2, 5, 8）
- ドン・ディエゴ・グーホ – カウベル（8）
- モートン・K・ソルト – パーカッション（9）
- トレヴァー・ローレンス（英語版） – テナーサクソフォン（3, 6, 8）、管楽編曲3, 6, 8）、減額編曲（3, 5, 7, 10）、ソプラノサクソフォン（5）、バリトンサクソフォン（6, 8）、アルトサクソフォン（10）
- ジョン・ロテッラ – バリトンサクソフォン（3）
- ジーン・ディンウィディー（英語版） – テナーサクソフォン（6, 8）
- ルー・マクリアリー – トロンボーン（3）
- スティーヴ・マデイオ – トランペット（3, 6, 8）
- ヴィニ・ポンシア – バックボーカル（1, 2, 7, 9）
- ザ・ラインストーンズ – バックボーカル（2）
- デヴィッド・ラスリー（英語版） – バックボーカル（（6）
- アーノルド・マカラー（英語版） – バックボーカル（6）
- ブリー・ハワード – バックボーカル（9）

### 製作
- 製作総指揮 – リチャード・ペリー（英語版）
- 製作 – ヴィニ・ポンシア
- 技術 – ボブ・シェイパー
- 技術助手 – リード・スタンリー
- 録音場所 – サンセット・サウンド（ロサンゼルス）、A&Rスタジオ（英語版）（ニューヨーク）
- リミックス – ビル・シュネー、サウンドラブ（ハリウッド）
- 美術監督 – ボブ・ハイモール
- デザイン – アr-トン・アソシエイツ
- イラスト – パシフィック・アイ＆イア―
- 写真 – エド・カラエフ（英語版）